# Beatriz Rohde
Beatriz Rohde fue una destacada nadadora argentina que competía para el Club Ciudad de Buenos Aires.
En los Juegos Panamericanos de 1951 ganó la medalla de plata en los 200 metros estilo pecho, con un tiempo de 3:10.3.
En los Juegos Panamericanos de 1955 obtuvo otra medalla en los 200 metros estilo pecho, esta vez de bronce, con un tiempo de 3:09.4. En los mismos juegos fue también medalla de bronce en la posta 4x100m combinados junto con Liliana Gonzalías, Eileen Holt y Vanna Rocco.
En el Campeonato Sudamericano de Natación de 1956 ganó los 200 metros estilo pecho con un tiempo de 3:06.4 (récord del campeonato).